# David Lindsay (28e comte de Crawford)
David Alexander Robert Lindsay (20 novembre 1900 - 13 décembre 1975) est un homme politique conservateur britannique.

## Biographie

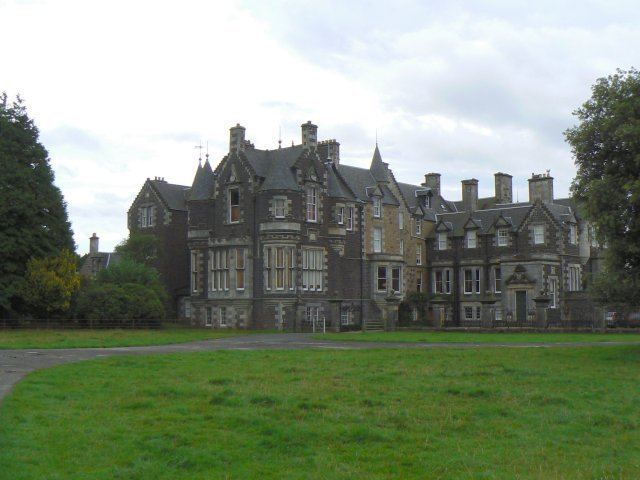
Balcarres House

Lindsay est né au 49 Moray Place dans l'ouest d'Édimbourg le 20 novembre 1900, le fils aîné du 27e comte de Crawford et 10e comte de Balcarres et de sa femme, Constance Lilian Perry.
Il fait ses études au Collège d'Eton, est diplômé du Magdalen College d'Oxford en 1922 et entre à la Chambre des communes en tant que député de Lonsdale deux ans plus tard, lors des élections générales de 1924. Il occupe son siège jusqu'à ce qu'il succède à son père en mai 1940  et est également secrétaire privé parlementaire au ministère de l'Agriculture, de la Pêche et de l'Alimentation en 1924 et au ministère de la Santé de 1931 à 1940.
En 1951, Lord Crawford est fait Chevalier Grand-Croix de l'Ordre de l'Empire britannique pour ses services aux Arts, après avoir été administrateur de la Tate Gallery de 1932 à 1937, de la National Gallery de 1935 à 1941, de 1945 à 1952 et de 1953 à 1960, du British Museum de 1940 à 1973 et membre de la Commission permanente des musées et des galeries de 1937 à 1952, président des administrateurs des National Galleries of Scotland de 1952 à 1972, de la Commission royale des beaux-arts de 1943 à 1957 et les administrateurs de la Bibliothèque nationale d'Écosse en 1944.
En 1953, il est élu membre de la Royal Society of Edinburgh avec comme proposants John F. Allen, David Jack, Edward Copson et Daniel Edwin Rutherford. En 1954, il est élu membre international de la Société américaine de philosophie. Il reçoit l'Ordre du Chardon en 1955 pour le temps qu'il a passé en tant que Recteur de l'Université de St Andrews de 1952 à 1955.
De 1945 à 1965, il est président du National Trust.
Il meurt à Balcarres House, près de Colinsburgh à Fife le 13 décembre 1975. Il est enterré dans la chapelle familiale de Balcarres House.

## Famille
Le 9 décembre 1925, il épouse Mary Katherine Cavendish, troisième fille de Lord Richard Frederick Cavendish (frère cadet de Victor Cavendish, 9e duc de Devonshire). Ils ont trois fils :
- Robert Alexander Lindsay, 29e comte de Crawford (5 mars 1927-2023)
- Patrick Lindsay (14 novembre 1928 - 1986)
- Thomas Richard Lindsay (18 février 1937 - 2020)

Lord Crawford est décédé en 1975, à l'âge de 75 ans et ses titres passent à son fils aîné, Robert.